# Eyal Podell
Eyal Podell, Ejal Podell (hebr. אייל פודל; ur. 11 listopada 1975 w Tel Awiwie) – izraelsko-amerykański aktor, występował jako profesor Adrian Korbel w operze mydlanej CBS Żar młodości (The Young and the Restless).

## Życiorys
Ma korzenie aszkenazyjskie, Mizrahi i sefardyjskie. Dorastał w gospodarstwie domowym konserwatywnej religijnej rodzinie żydowskiej. Jego dziadek Odif Podell był współzałożycielem współczesnej architektonicznej wspólnoty Usonia w nowojorskim Pleasantville.
Po spędzeniu pierwszych dwóch lat jego dzieciństwa w Izraelu, jego rodzina przemieściła się do Stanów Zjednoczonych, a potem po roku wyjechała do Hongkongu, w Chinach, gdzie mieszkał przed ukończeniem ośmiego roku życia. Po powrocie do USA, jego rodzina osiedliła się w nowojorskim okręgu Westchester. Uczęszczał do Byram Hills High School w Armonk, w pobliżu Nowego Jorku z aktorem Seanem Maherem. Ukończył studia na wydziale zarządzania i na wydziale teatralnym Dartmouth College w Hanover, w stanie New Hampshire.
Od czasu przybycia do Los Angeles, występował na małym ekranie. Jego debiutem kinowym była rola syna wziętego reportera opiniotwórczej sieci telewizyjnej CBS/producenta popularnego programu „60 minut”, Lowella Bergmana (Al Pacino) w biograficznym thrillerze Informator (The Insider, 1999). Związał się z National Theater Institute i Royal Shakespeare Company w Stratford-upon-Avon (Anglia). Wystąpił w spektaklach: O czym szumią wierzby (The Wind in the Willows) w National Theatre Institute, Jeździec (Equus (@Summer Stock)) jako siedemnastoletni Alan Strang, stajenny, który w rytualnej ceremonii oślepia szóstkę koni na scenie Mt. Holyoke Summer Theatre, Romeo i Julia jako Romeo w Moore Theatre, Sen nocy letniej (A Midsummer Night’s Dream) jako Lisander w Moore Theatre, Hamlet jako Laertes w Warner Bently Theatre, Makbet jako Malcolm w Warner Bently Theatre, Homeland i dwóch Jonathona E. Stewarta USONIA i Made In China. Pojawił się na scenie Off-Broadwayu w sztukach: YBGUD w Lillian Theatre i This is Where I Get Off Stagehand w Circle Repertory Theatre Co. Zajmuje się także dubbingiem.

## Życie prywatne
W 2004 roku poślubił Ashley, mają córkę Oren Lily (ur. 11 października 2006).

## Filmografia
| Rok  | Tytuł                                                           | Rola                               |            |
| ---- | --------------------------------------------------------------- | ---------------------------------- | ---------- |
| 1998 | Gracze (Players)                                                | Barry Decker                       |            |
| 1999 | Piekielna głębia (Deep Blue Sea)                                | Chłopak #1                         |            |
| 1999 | Rozbieranie (MTV Undressed)                                     | Joel                               |            |
| 1999 | Informator (The Insider)                                        | Syn Lowella                        |            |
| 2000 | Czas na Twoje życie (Time of Your Life)                         | Aaron                              |            |
| 2000 | Wietnamski eksperyment (The Chaos Factor)                       | Johnny Hall                        |            |
| 2001 | Ally McBeal                                                     | Pan Whoople                        |            |
| 2001 | Za linią wroga (Behind Enemy Lines)                             | bosman Kennedy                     |            |
| 2002 | Babski oddział (The Division)                                   | Ricky                              |            |
| 2002 | Manual Labor                                                    | Charles                            |            |
| 2002 | Ekspres śmierci (Con Express)                                   | Rudy                               |            |
| 2002 | Bezwarunkowa miłość (Unconditional Love)                        | Oficer Romilly                     |            |
| 2002 | Prezydencki poker (The West Wing)                               | Michael Gordon                     |            |
| 2002 | Ostry dyżur (ER)                                                | Unnamed                            |            |
| 2002 | JAG – Wojskowe Biuro Śledcze (JAG)                              | Oficer Holt                        |            |
| 2003 | Bez śladu (Without A Trace)                                     | Stanton                            |            |
| 2003 | Czarodziejki (Charmed)                                          | Roland                             |            |
| 2003 | Mów mi swatka (Miss Match)                                      | Glenn Cooper                       |            |
| 2003 | Everwood                                                        | Justin                             |            |
| 2004 | Blowing Smoke                                                   | Bob                                |            |
| 2004 | Anioł Ciemności (Angel)                                         | Lawson                             |            |
| 2004 | Sucker Free City                                                | Stephan Cashen                     |            |
| 2004 | Kryminalne zagadki Las Vegas (CSI: Crime Scene Investigation)   | Kevin Stern                        |            |
| 2005 | Widmo z głębin (Tides of War)                                   | Oficer Murray                      |            |
| 2005 | Oczy (Eyes)                                                     | Jack Armstrong                     |            |
| 2005 | Everwood                                                        | Justin                             |            |
| 2005 | Pizza z sercem (Pizza My Heart)                                 | Joe Montebello                     |            |
| 2006 | Za linią wroga II: Oś zła (Behind Enemy Lines II: Axis of Evil) | chorąży David Barnes               |            |
| 2006 | Tajemnicza kobieta: Odkupienie (Mystery Woman: At First Sight)  | Dr Ben Stafford                    |            |
| 2006 | E-Ring                                                          | Wilson                             |            |
| 2006 | Twarda jajecznica (Hard Scrambled)                              | Scotty                             |            |
| 2006 | Jordan (Crossing Jordan)                                        | Jason Hartzman                     |            |
| 2006 | Zagubieni (Lost)                                                | Młody mężczyzna                    | Uncredited |
| 2006 | Pani prezydent (Commander in Chief)                             | Eli Meltzer                        |            |
| 2006 | Agenci NCIS (Navy NCIS: Naval Criminal Investigative Service)   | Namir Eschel                       |            |
| 2006 | Żar młodości (The Young and the Restless)                       | Adrian Korbel (18 września 2006 -) |            |
| 2008 | Dr House (House M.D.)                                           | Yonatan                            |            |